# Грамотность в использовании данных
Data Literacy, (по-русски «Грамотность работы с данными») — это грамотность людей в работе с данными. Это умение понимать данные, работать с ними, анализировать их и общаться с другими, обосновывая свое мнение с помощью данных.
Применительно к организациям концепция Data Literacy подразумевает что недостаточно просто оснастить сотрудников аналитическими инструментами, пусть даже и самыми передовыми. Необходимо научить их работать с данными, анализировать информацию и делать выводы. Необходимо научить пользователей критически относиться к полученным результатам и задавать вопрос «Почему?» и «Насколько правильны эти выводы?», а так же учить их принимать решения и обосновывать их. Таким образом, формирование аналитической культуры в компании — это комплексный проект, в который входит формирование библиотеки показателей и стандартизация визуализации, назначение ответственных за показатели, чтобы вся компания была «на одной волне» и руководствовалась только выверенными показателями, едиными для всей компании, это формирование внутренних команд, наделенных полномочиями по оптимизации бизнес-процессов компании, а также учебных центров и института наставничества. Огромное значение в формировании data-driven компании, или компании, принимающей решения на основе данных, играет, так называемая аналитическая цепочка ценностей (последовательность от сбора и анализа данных до конечного результата).
Для людей «Грамотность работы с данными» означает возможность получать обучение для возможность работать с данными с помощью Аналитических Инструментов (Бизнес-Аналитики). Количество данных растет экспоненциально, подчиняясь Закону Мура, и сбор данных и обмен данными становятся обычным делом. Следовательно, растет и потребность в анализе накопленной и получаемой информации, а так же в специалистах и гражданских аналитиках, которые способны решать задачи анализа информации и извлечения Знаний из данных.
К сожалению, согласно исследованию 2020 года The Human Impact of Data Literacy, проведенному компаниями Qlik и Accenture, только 21 %молодежи от 16 до 24 лет обладает грамотностью по работе с данными
Несмотря на то, что 92 % руководителей высшего звена считают, что сотрудники их компании должны обладать цифровой грамотностью, лишь 17 % сообщают, что в их компаниях поощряется желание работать с данными и учиться этому. Согласно Global Data Management Report 2019 года, только 50 % организаций заявляет, что может доверять своим данным, при этом 95 % завили, что страдают от низкого качества данных, которые они используют для принятия решений, и это сказывается на производительности труда и отношениях с клиентами.
Таким образом, повышение грамотности работы с данными позволяет для компаний повысить производительность труда, построить Data-Driven компанию и получить серьезное конкурентное преимущество на рынке. Людям data-literacy помогает получить необходимые аналитические навыки для работы с информацией и повысить свою конкурентоспособность на рынке труда.
Культура работы с данными - это распространение умения грамотности в использовании данных внутри организации. Становление культуры работы с данными - это не не разовое улучшение, а непрерывный процесс совершенствования, который состоит из следующих повторяющихся четырёх шагов: Пропаганды, Оценки, Обучения и Повторения.
• Пропаганда (Communicate): Необходимо рассказать о ценности, которые принесут данные в компании. Желательно – на примерах или личном опыте коллег. Здесь нужно выявлять и подключать к работе «Дата-Чемпионов» или «Дата-Звездочек» в каждом департаменте;
• Оценка (Assess): Необходимо оценить текущие компетенции сотрудников в работе с данными. Для этого есть множество тестов, ряд из них доступны на сайте, посвященном Грамотности Работы с Данными – DataLiteracy.ru;
• Обучение (Train): обучить. Как мы уже и говорили, обучение – ключевая составляющая успеха. Однако, согласно уже упоминавшемуся исследованию Human Impact of Data Literacy, только 66% сотрудников считают, что их адекватно и достаточно обучили работе с данными;
• Повторение (Iterate). Путь к грамотности работы с данными – это постоянная работа, как «вширь», то есть от отдела к отделу, так и «вглубь», которая характеризуется углублением знаний по анализу данных и принятию решений отдельных специалистов.
Культура работы с данными является необходимой для Компаний, Управляемых на основе данных.

### История понятия data-literacy
Первые научные труды и работы, посвященные data-literacy, появляются в США в 1999 году в журнале Educational Leadership и принадлежат американскому профессору математики Лин Артур Стин. В статье, посвященной счету, он рассуждает о появлении новой области знаний – data-literacy, наследуемой от навыков счета.
Современный период научных исследований связывает data-literacy с понятием datafication (датафикация). Профессор управления информацией из британского университета Роял Холлоуэй Марк Лайсетт рассматривает это явление в контексте понятия больших данных и необходимости потенциала такого вида информационного ресурса для бизнес-аналитики и медиакомпаний в целом.
Современные исследователи доказывают, что грамотность, связанную с областью данных, необходимо относить к грамотности информационного толка и включать в неё грамотность статистическую, как и грамотность в части других видов данных.